# Florist
Florist — американская инди-фолк-группа из Бруклина, Нью-Йорк.

## История
Florist начал свою деятельность в 2013 году с выпуска шеститрекового мини-альбома под названием We Have Been This Way Forever. Florist записали ещё один  релиз 6 days of songs в мае 2014 года после того, как ведущая вокалистка Эмили Спрэг была серьёзно ранена в результате дорожно-транспортного происшествия, когда ехала на велосипеде. В октябре 2015 года Florist выпустили мини-альбом под названием Holdly на лейбле Double Double Whammy. Также в 2015 году группа вошла в список «50 лучших новых групп 2015 года» по версии журнала Stereogum. Она также была представлена как одна из «Band To Watch» в 2015 году.
В январе 2016 года Florist выпустили свой дебютный студийный альбом The Birds Outside Sang на Double Double Whammy. Альбом занял 34-е место в списке Noisey «100 лучших альбомов 2016 года».
Спрэг — заядлый коллекционер модульных синтезаторов, она сняла несколько видео на YouTube, демонстрируя свое оборудование. Она самостоятельно выпустила свой дебютный сольный альбом Water Memory, эмбиент-альбом, написанный с использованием этих инструментов, в декабре 2017 года, а в сентябре 2018 года был выпущен следующий альбом Mount Vision.
В 2019 году Бейонсе использовала инструментальную часть трека Florist «Thank You» из их релиза 2016 года The Birds Outside Sang в своем концертном фильме Netflix «Возвращение домой».
Последний альбом Florist, Emily Alone, вышел 26 июля 2019 года. Он получил награду Pitchfork в номинации «Лучшая новая музыка».

## Участники группы
- Эмили Спрэг — вокал, гитара
- Рик Спатаро — бас-гитара, клавишные, синтезаторы, бэк-вокал
- Джонни Бейкер — гитара, клавишные, синтезаторы
- Феликс Уолворт — ударные

## Дискография
Студийные альбомы
- The Birds Outside Sang (2016, Double Double Whammy)
- If Blue Could Be Happiness (2017, Double Double Whammy)
- Emily Alone (2019, Double Double Whammy)[16]

Мини-альбомы
- We Have Been This Way Forever (2013, самовыпущенный)
- 6 days of songs (2014, самовыпущенный)
- Holdly (2015, Double Double Whammy)